# Glaucilândia
Glaucilândia este un oraș în Minas Gerais (MG), Brazilia.